# انجان دات
انجان دات (به انگلیسی: Anjan Dutt) (زاده ۱۹ ژانویه ۱۹۵۳) بازیگر، خواننده، ترانه‌سرا هندی است.
از فیلم‌های معروف او می‌توان به بازی در فیلم شهر لذت، خانم و آقای آیر، لال و خاریج اشاره کرد.